# Symplecta pusilla
Symplecta pusilla là một loài ruồi trong họ Limoniidae. Chúng phân bố ở miền Cổ bắc.